# Förenade arabemiratens ambassad i Stockholm
Förenade arabemiratens ambassad i Stockholm är Förenade arabemiratens diplomatiska representation i Sverige. Ambassadör sedan 2019 är Mohammed bin Maktoum bin Rashid Al-Maktoum. Ambassaden är belägen på Torsgatan 2. Ambassaden öppnades år 2004.

## Beskickningschefer
| Namn                                       | Period    | Funktion   |
| ------------------------------------------ | --------- | ---------- |
| Najla Mohd Bin Salem Alqassimi             | 2008–2015 | Ambassadör |
| Sultan Rashed Sultan Alkaitoob             | 2015–2019 | Ambassadör |
| Mohammed bin Maktoum bin Rashid Al-Maktoum | 2019–     | Ambassadör |